# Puccinia glechomatis
Puccinia glechomatis DC. – gatunek grzybów z rodziny rdzowatych (Pucciniaceae). Grzyb mikroskopijny pasożytujący na roślinach z rodzaju bluszczyk (Glechoma). Wywołuje u nich chorobę zwaną rdzą.

## Systematyka i nazewnictwo
Pozycja w klasyfikacji według Index Fungorum: Puccinia, Pucciniaceae, Pucciniales, Incertae sedis, Pucciniomycetes, Pucciniomycotina, Basidiomycota, Fungi.
Synonimy:
- Leptopuccinia glechomatis (DC.) Syd. 1922
- Micropuccinia glechomatis (DC.) Arthur & H.S. Jacks. 1921
- Puccinia glechomae DC. 1815

## Charakterystyka
Jest rdzą jednodomową, tzn, że cały cykl rozwojowy odbywa się na jednym żywicielu i rdzą niepełnocyklową wytwarzającą tylko jeden rodzaj zarodników – dwukomórkowe teliospory. Pora rostkowa znajduje się w komórce trzonkowej, tuż przy sepcie oddzielającej komórki. Komórka wierzchołkowa posiada krótki, masywny dzióbek.
Jest szeroko rozprzestrzeniona w Europie. Poza tym zanotowano jej występowanie w Japonii i w USA. W Polsce występuje. Jej żywicielami są bluszczyk kurdybanek (Glehoma hederacea) i bluszczyk kosmaty (Glechoma hirsuta).

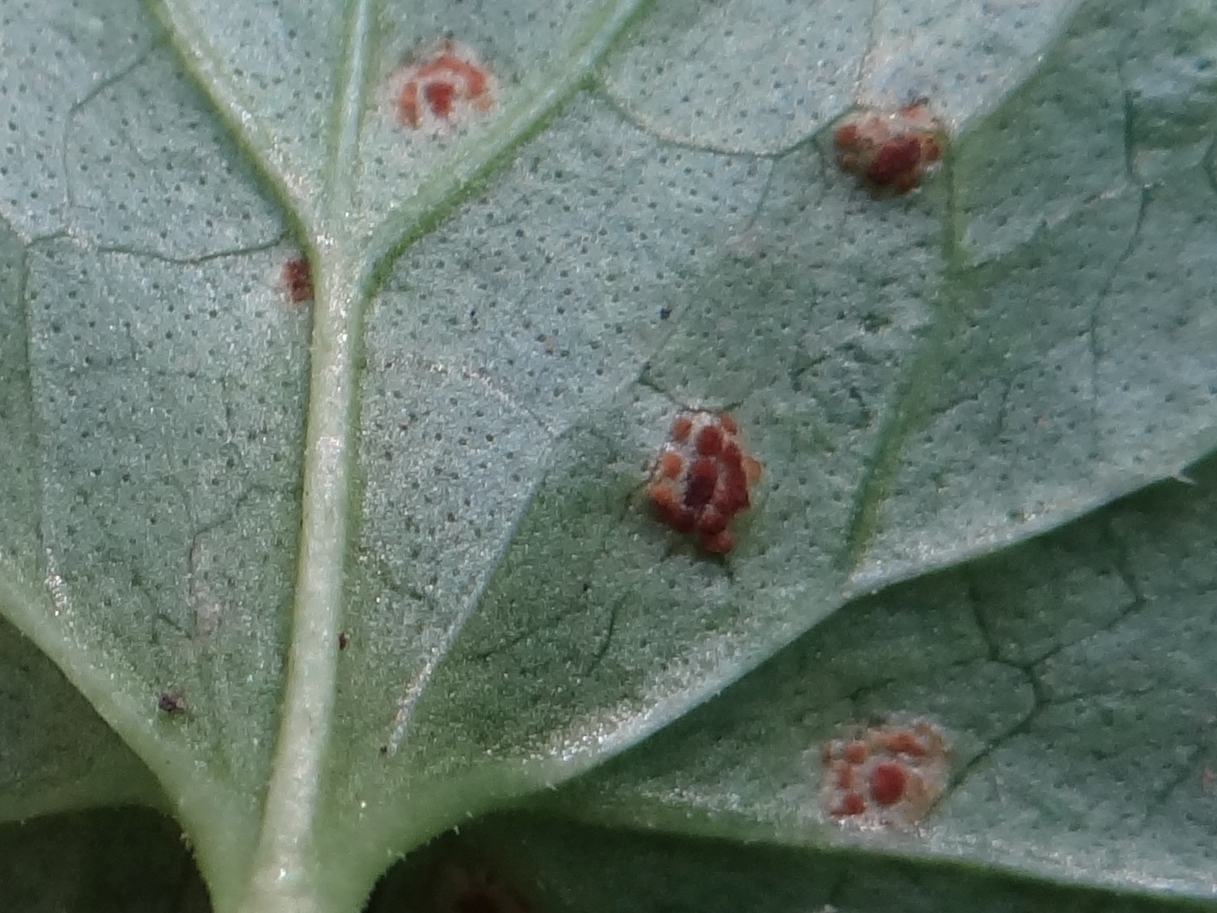
Telia
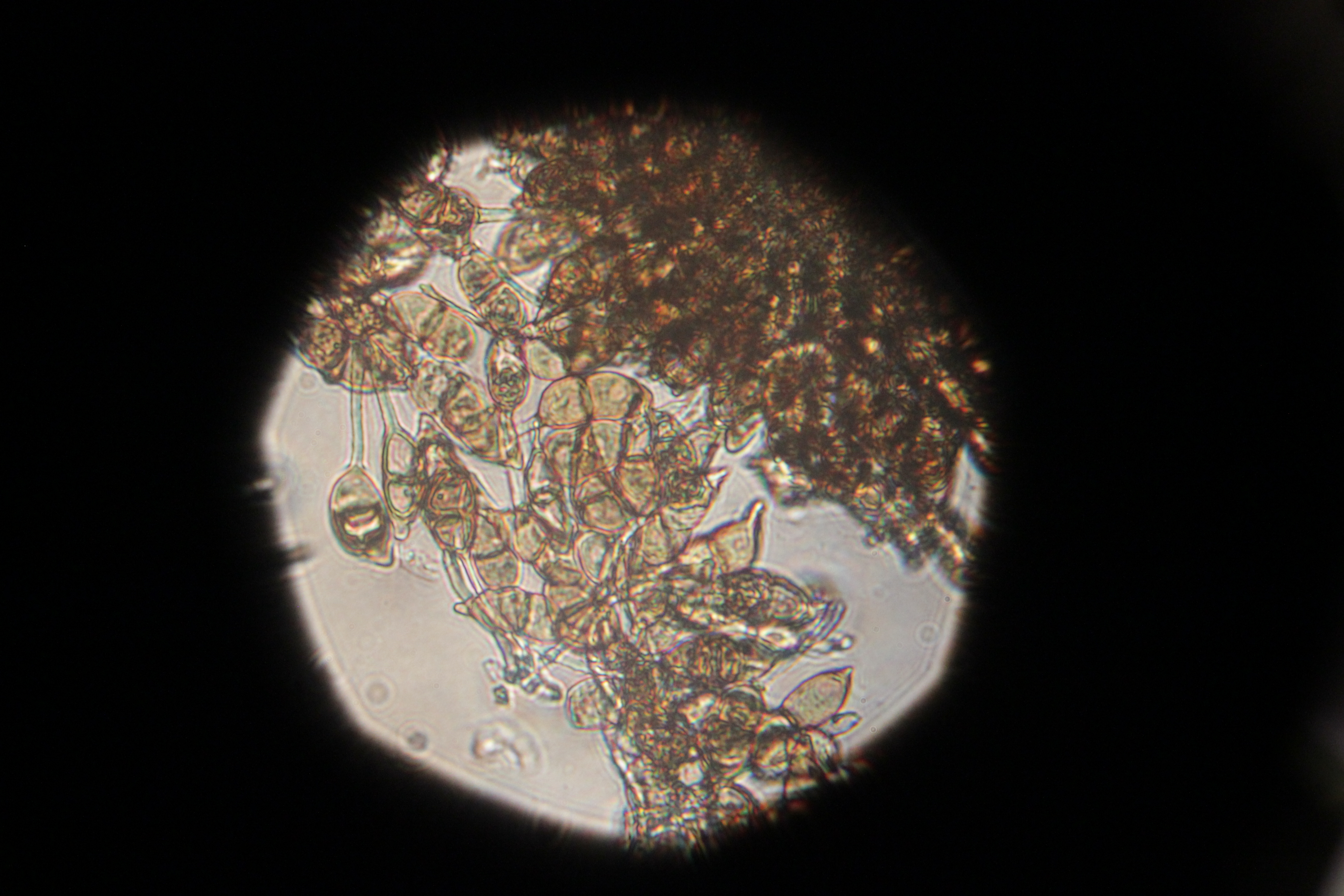
Teliospory
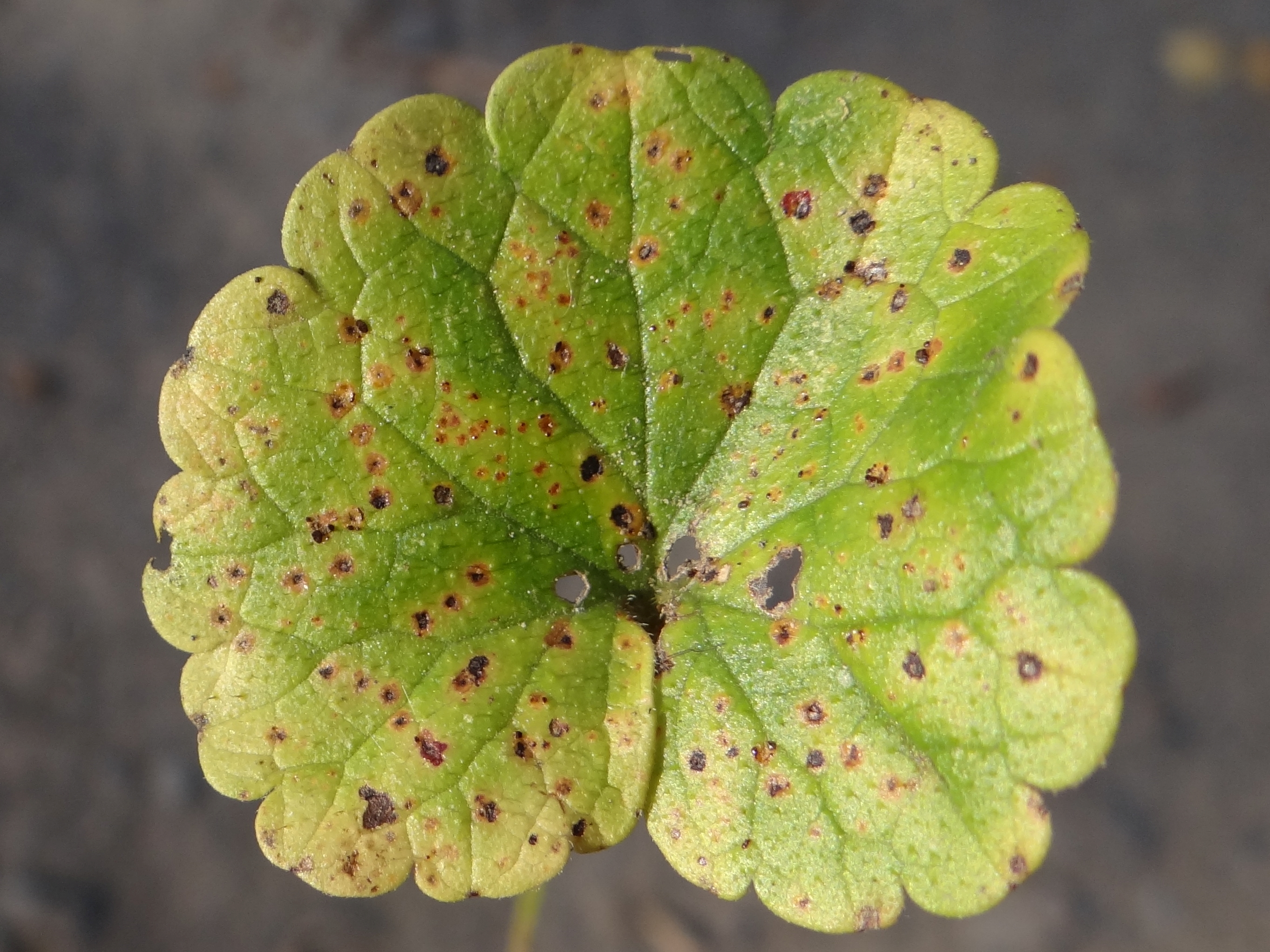
Porażony liść

Prowadzi się badania nad możliwością wykorzystania Puccinia glechomatis do biologicznego zwalczania bluszczyka kurdybanka, który jest uciążliwym chwastem w uprawach rolniczych.